# Средняя улица (Зеленогорск)
Сре́дняя у́лица — улица в городе Зеленогорске Курортного района Санкт-Петербурга. Проходит от пляжа Финского залива до улицы Танкистов.
Первоначальное название — Та́йпольская улица. Оно известно с 1907 года и происходит от финского слова taival — путь. Топоним связан с тем, что улица была началом дороги на озеро Хаукиярки (ныне Щучье озеро).
С 1920-х годов улица стала именоваться Toivolankatu (фин. Надеждинская улица). Дано, вероятно, по созвучию с русским названием — предшественником.
Современное наименование появилось после войны и связано с тем, что улица расположена среди других.
На участке от Курортной улицы до улицы Танкистов пересекает 3-й ручей.

## Перекрёстки
- Новая улица
- Лиственный переулок
- Приморское шоссе
- Курортная улица
- Улица Танкистов